# Nicholas Dawson
Nicholas Dawson est un écrivain, éditeur et artiste québécois né au Chili en 1982.

## Biographie
Nicholas Dawson est auteur de près d'une dizaine d'ouvrages et directeur littéraire de la maison d'édition Triptyque.  Il détient une maîtrise en création littéraire de l'Université du Québec à Montréal ainsi qu'un doctorat en études et pratiques des arts,.
Avant de devenir directeur des éditions Triptyque, Nicholas Dawson a occupé le poste de directeur littéraire de la collection « Poèmes » de 2019 à 2021. Il a assuré, entre autres, l'édition d'ouvrages de Victor Bégin et de Marcela Huerta (traduction de Daphné B.). Chez le même éditeur, il codirige dès 2021 la collection « Queer » avec Pierre-Luc Landry. Il dirige aussi à la pige des ouvrages auprès d'autres maisons d'édition, dont l'ouvrage Daddy d'Antoine Charbonneau-Demers, paru chez VLB éditeur en 2020.
Il a été membre du comité de rédaction de la revue Mœbius de 2018 à 2022 et rédacteur en chef de celle-ci en 2021,.
En marge de la rédaction de sa thèse, il produit en 2022 le balado S'entendre. Archives d'amitié et d'hospitalité en collaboration avec les organismes Littérature québécoise mobile, La Serre - arts vivants et Office for a Human Theatre.
Son recueil, Désormais, ma demeure, publié en 2020 chez Triptyque, lui vaut une place comme finaliste du Prix Spirale Eva-Le-Grand, en plus de remporter le Grand Prix du livre de Montréal ainsi que le Prix de la diversité Métropolis Bleu-Conseil des arts de Montréal,.
Il est le frère cadet de l'autrice Caroline Dawson.

### Pratique artistique interdisciplinaire
Dans le cadre de sa thèse, il adopte une approche en recherche-création afin de proposer des formes queer, métissées et diasporiques du récit de soi, d'exil et de la mémoire. La critique a d'ailleurs souligné, dès la parution de son premier livre en 2010, les « rapprochements entre terre d'accueil et terre d'origine » au cœur de son projet poétique ; la même chose a été signalée lors de la parution du roman Animitas, explorant « l'exil, ses richesses et ses deuils ». Dawson travaille la « pluralité des formes et des registres » ainsi que l'hybridité radicale et est l'un des écrivains de l'exil et de la migration, au Québec.
Son plus récent recueil, Peur pietà, l'auteur aborde les infortunes de sa famille ainsi que la maladie de sa sœur en y mêlant sa langue natale, l'espagnol, au français.
Parallèlement à l’écriture, Nicholas Dawson a une pratique photographique et en art sonore. Il a tenu le blogue photographique (L’écran fenêtre et le site d'art sonore et de recherche-création Vueltas  . Il a également participé à la performance thegiftsofthegifted au sein du collectif projets hybris, à la Fondation Phi (Montréal).
Il a également collaboré avec Dare-Dare en 2019, dans le cadre des résidences d'écritures publiques, avec le projet Nous : temblores , ainsi qu'avec la poète Gabrielle Giasson-Dulude avec le projet La cour.
« Tant en arts qu’en écriture, sa pratique est stimulée par le désir de réunir les voix, la sienne et celle des autres. La famille, les lieux, la mémoire, les subjectivités, ainsi que les théories queer, les études postcoloniales, les études globales et les études latinoaméricaines sont au centre de ses préoccupations artistiques et universitaires », selon l'artiste.

## Œuvres

### Livres
- La déposition des chemins (poésie), Saguenay, La Peuplade  (ISBN 9782923530178)[10], 2010.
- Animitas (roman), Montréal, La Mèche, 2017  (ISBN 9782897070557)[11],[13],[14].
- Désormais, ma demeure (essai poétique), Montréal, Triptyque, coll. « Queer », 2020  (ISBN 978-2-89801-044-6)[12],[22],[23].
- Nous sommes un continent. Correspondance mestiza  (correspondance avec Karine Rosso), Montréal, Triptyque, 2021.
- House Within a House (poésie), traduction de Désormais, ma demeure, par David Bradford, Brick Books, 2023[24].
- Peur pietà (poésie), Montréal, Noroît, 2024.

### Directions d'ouvrages collectifs
- Se faire éclaté·e. Expériences marginales et écritures de soi, codirigé avec Pierre-Luc Landry et Karianne Trudeau Beaunoyer, Montréal, Nota Bene, 2021.
- Self-care, Montréal, Hamac, 2021.
- « Depuis la crise », codirigé avec Stéphanie Roussel, revue Mœbius, n° 168-169, 2021.
- Savoir les marges. Écritures politiques en recherche-création, codirigé avec Marie-Claude Garneau, Montréal, Remue-ménage, 2022.
- « Quand nous nous voyons nous savons », codirigé avec Alex Noël, revue Mœbius, n° 176, 2023.

### Publications en collectifs
- « Cerro Alegre » (récit), dans Caroline Hugny (dir.), Objets perdu / Objetos perdidos, Montréal, éditions Urubu, 2016.
- « Auprès des moufettes », dans Pierre-Luc Landry (dir.), Cartographies I : Couronne Sud, Montréal, La Mèche, 2016  (ISBN 9782897070694)[25].
- « Pourtant ici » (poésie), dans Catherine Lavoie Marcus et la Fondation Jean-Pierre-Perrault (dir.), La danse de Hanako / Hanako's dance, 2020.
- « Dix lettres pour un frère fossile » (récit), dans Stéphanie Roussel (dir.), Pauvretés, Montréal, Triptyque, 2021.
- Viriginie Blanchette-Doucet (dir.), Canons. Onze déclarations d'amour littéraire, Montréal, VLB, 2023.
- Loïc Bourdeau et Fanie Demeule (dir.), Capillaires, Montréal, Nota Bene, coll. « La ligne du risque », 2023.
- Jennifer Bélanger (dir.), Troubles, nos ombres, Montréal, Triptyque, coll. « Queer », 2023.

### Publications en revues
- « Nos déserts » (poésie), Mœbius, no 133,‎ 2012.
- « Cadastre » (poésie et photographie), ZAQ, no 5,‎ 2012.
- « Garage » (récit), Mœbius, no 137,‎ 2013.
- « Atacama » (récit), Mœbius, no 143,‎ 2014.
- « Le monde t'a » (poésie), Estuaire, no 163,‎ 2016.
- « Notre large » (poésie), Mœbius, no 149,‎ 2016.
- « Despedida (ressacs chiliens) » (récit), Lettres québécoises, no 177,‎ 2019.
- « Les voyantes » (poésie), Estuaire, no 177,‎ 2019.
- « Queer + cuir + kuir (une esti de liste) » (essai), Lettres québécoises, no 178 « dossier Queer »,‎ 2020.
- « Diaspora » (essai/reportage), Liberté, no 329,‎ 2020.
- « Hermanxs (chant d’archives pour nos oublis) », Estuaire, n° 184, 2021.
- « Fragments d'un continent », avec Karine Rosso, Lettres québécoises, n° 182, 2021.
- « Le goût des contradictions », Mœbius, n° 173, 2022.

## Prix et distinctions
- Prix d'excellence de la SODEP, catégorie Article de fond ou reportage, pour « Diaspora », revue Liberté, n° 329, 2021[26].
- Grand Prix du livre de Montréal, pour Désormais, ma demeure, 2021[8],[7].
- Prix de la diversité Métropolis Bleu-Conseil des arts de Montréal, pour Désormais, ma demeure, 2021[27].
- Prix de la SODEP, catégorie Création, pour « Hermanxs (chant d’archives pour nos oublis) », revue Estuaire, n° 184, 2021[5].
- VMI Betsy Warland Between Genres Award, pour House Within a House (traduction de Désormais, ma demeure, par David Bradford), 2023[28].
- John Glassco Prize for Literary Translation, pour House Within a House (traduction de Désormais, ma demeure, par David Bradford), 2023[28].